# Maike Dix
Maike Dix (* 2. Juli 1986) ist eine ehemalige deutsche Leichtathletin mit Schwerpunkt Sprint.

## Berufsweg
Maike Dix hat Rehabilitationspädagogik studiert.

## Sportliche Laufbahn
Bei den U18-Weltmeisterschaften 2003 in Sherbrooke kam sie über 200 Meter ins Halbfinale. Im Jahr darauf lief sie über ihre Spezialstrecke bei den U20-Weltmeisterschaften in Grosseto 23,76 s und erreichte im Endlauf den 6. Platz. Mit der 4-mal-100-Meter-Staffel holte sie 2009, 2010 und 2012 den Deutschen Meistertitel im Freien. Nach einem 3. Platz in 2012, wurde Dix 2013 und 2014 mit der 4-mal-200-Meter-Staffel Deutsche Meisterin in der Halle.
Im Herbst 2015 gab sie das Ende ihrer leistungssportlichen Karriere wegen andauernder medizinischer Beschwerden bekannt.

## Vereinszugehörigkeit
2003 wechselte sie vom Moerser SC zum ASV Köln. Von 2004 bis 2008 startete sie für die LG Olympia Dortmund und von 2009 bis 2015 trat sie für den TV Wattenscheid 01 an.

## Bestzeiten
Aus dem Jahr 2009 stammen auch ihre persönlichen Bestleistungen von 23,26 s über 200 und 11,62 s über 100 Meter. Bei der Bottrop Gala im Juli 2013 lief sie – mit irregulärer Windunterstützung – Saisonbestleistung mit 11,50 s über 100 Meter und wurde daraufhin in der zweiten Nominierungsrunde für die Staffel bei den Weltmeisterschaften 2013 in Moskau berücksichtigt.